# Macromitrium petelotii
Macromitrium petelotii là một loài rêu trong họ Orthotrichaceae. Loài này được Tixier mô tả khoa học đầu tiên năm 1966.